# Albatros C.VII
Albatros C.VII byl německý jednomotorový dvoumístný dvouplošník smíšené konstrukce z období první světové války.

## Vznik
Letoun vznikl na základě objednávky inspektorátu letectva Idflieg jako náhrada za předchozí typ Albatros C.V, který poháněl málo spolehlivý osmiválec Mercedes D.IV bez reduktoru. Pro Albatros C.VII byl vybrán osvědčený řadový šestiválec Benz Bz.IV chlazený kapalinou o výkonu 147 kW. Zjednodušení konstrukce i výroby přispělo převzetí ocasních ploch z předchozího typu C.V.
Prototyp nového pozorovacího letounu vzlétl v roce 1916. Hlavňovou výzbroj tvořil synchronizovaný kulomet Maxim LMG.08/15 ráže 7,92 mm instalovaný vpravo před pilotem a pohyblivý kulomet Parabelum LMG.14 stejné ráže ovládaný pozorovatelem. Podvěsit bylo možné čtyři pumy po 12,5 kg.

## Výroba
Po absolvování typových zkoušek v červnu 1916 ve středisku v Adlershofu obdržela firma Albatros v Johannisthalu objednávku na 100 kusů C.VII. V červenci bylo u bavorské společnosti Bayerische Flugzeugwerke objednáno dalších 75 exemplářů. Tyto stroje nesly nejprve označení BFW Bay C.II, později byly přeznačeny na Albatrosy C.VII (Bay).
Následné dvě série po 26 a 99 kusech byly zadány mateřské továrně, v září se počet objednaných C.VII navýšil o 100 strojů objednaných u pobočky Ostdeutsche Albatros Werke a 75 a 25 letounů u BFW.

## Nasazení
První dva letouny Albatros C.VII létaly na frontě v rámci operačních testů prototypů již v únoru 1916. K bojovým jednotkám byly přiřazovány od září 1916, přičemž k 31. říjnu již u nich sloužily 94 kusy. Koncem prosince 1916 na obou frontách působilo 249 C.VII, na konci února 1917 již 372 a dubna 296. K 30. červnu 1917 bylo u Luftstreikräfte registrováno 165 kusů, koncem srpna 74.
Létaly například u Flieger Abteilungů č. 7, 21 a 46b, u pozorovacích Flieger Abteilungů č. (A)224, (A)235, (A)251 a (A)254. Nasazeny byly také u doprovodné letky Schutzstaffel 257 i u některých stíhacích letek jako styčné stroje a rovněž u záložních Flieger Ersatz Abteilungů.
Od května 1917 byly nahrazovány typy DFW C.V, LVG C.V a Rumpler C.IV. Na konci října tak na frontách létalo jen 33 C.VII, na konci roku 11, k 28. 2 1918 6, koncem dubna 4 a v červnu již žádný.

## Specifikace (C.VII)

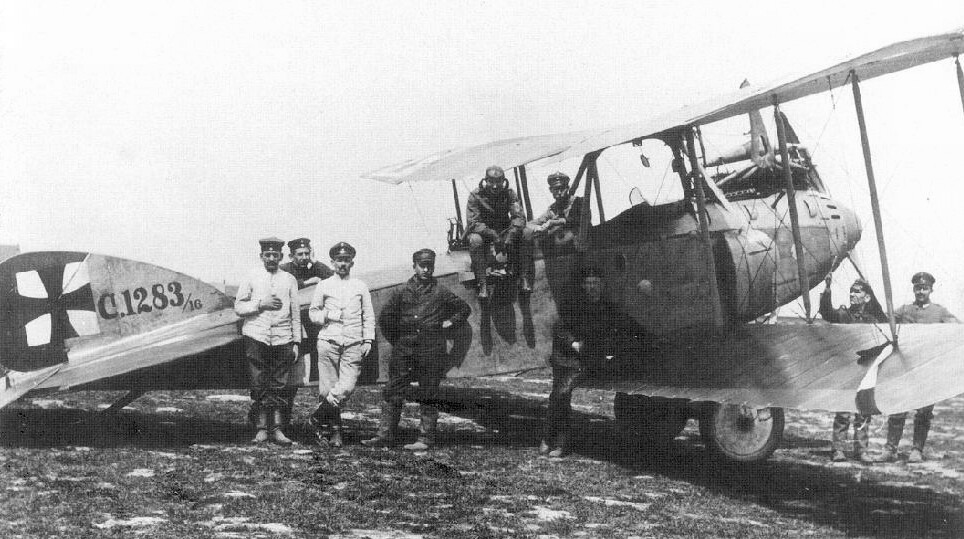
Albatros C.VII, 1917

Údaje dle

### Technické údaje
- Osádka: 2
- Rozpětí: 12,78 m
- Délka: 8,71 m
- Výška: 3,60 m
- Nosná plocha: 43,40 m²
- Hmotnost prázdného letounu: 1030 kg
- Vzletová hmotnost: 1550 kg
- Pohonná jednotka: 1 × šestiválcový řadový motor Benz Bz.IV
- Výkon pohonné jednotky: 200 hp (150 kW)

### Výkony
- Maximální rychlost: 170 km/h
- Výstup do 1000 m: 5,5 min
- Výstup do 4000 m: 34 min
- Dostup: 5000 m
- Vytrvalost: 3,3 h

### Výzbroj
- 1 × synchronizovaný kulomet Spandau lMG 08/15 ráže 7,92 mm
- 1 × pohyblivý kulomet Parabellum MG 14
- max. 50 kg pum[4]